# Resolución 1519 del Consejo de Seguridad de las Naciones Unidas
La resolución 1519 del Consejo de Seguridad de las Naciones Unidas fue adoptada por unanimidad el 16 de diciembre de 2003. Tras recordar las resoluciones sobre la situación en Somalia, en particular las resoluciones 733 (1992), 1356 (2001), 1407 (2002), 1425 (2002) y 1474 (2003), el Consejo pidió el establecimiento de un grupo de vigilancia encargado de investigar las violaciones del embargo de armas contra el país. 

## Resolución
El Consejo de Seguridad reiteró su preocupación por el flujo constante de armas y municiones hacia Somalia y a través de ella procedentes de fuentes externas y, por consiguiente, era importante seguir vigilando y mejorando la aplicación del embargo de armas.  Mientras tanto, reiteró su apoyo al proceso de reconciliación en el país, incluida la reciente Conferencia de Reconciliación, e insistió en que todos los Estados, en particular los de la región, deberían abstenerse de interferir en los asuntos internos de Somalia, ya que esa interferencia desestabilizaría al país. La situación en el país siguió representando una amenaza para la paz y la seguridad internacionales.
Actuando en virtud del Capítulo VII de la Carta de las Naciones Unidas, el Consejo destacó la complicidad de todos los Estados con las resoluciones 733 y 1356, y que su incumplimiento constituía una violación de la Carta de las Naciones Unidas . Decidió restablecer un grupo de cuatro expertos nombrados por el Secretario General y con base en Nairobi durante seis meses para investigar las violaciones del embargo de armas por tierra, aire y mar; detallar información relacionada con las violaciones y la aplicación del embargo; realizar investigaciones de campo en Somalia y otros países; evaluar la capacidad de los Estados de la región para aplicar plenamente el embargo de armas, incluso mediante un examen de los controles aduaneros y fronterizos nacionales; y recomendar medidas para fortalecer su aplicación.  Además, el grupo debía tener acceso a conocimientos especializados en áreas de aviación civil, transporte marítimo, asuntos regionales y del país, e informar al comité establecido en la Resolución 751 (1992) con una lista de infractores tanto dentro como fuera de Somalia. 
La resolución solicitaba la plena cooperación de los Estados vecinos, del Gobierno Nacional de Transición (GNT) de Somalia y de otras entidades o personas proporcionando al grupo de expertos acceso sin trabas a la información y a los Estados para que proporcionaran información sobre las violaciones del embargo de armas; los casos de incumplimiento debían comunicarse al Consejo. Se pidió a los Estados vecinos que informaran trimestralmente sobre las medidas adoptadas para aplicar el embargo y se les alentó a promulgar y aplicar leyes para hacer efectiva su implementación. Se pidió a las organizaciones regionales, la Unión Africana y la Liga de los Estados Árabes que ayudaran a las partes somalíes en la aplicación del embargo y al grupo de vigilancia.